# Mitsubishi Ki-46
Il Mitsubishi Ki-46 (三菱 キ46?, Mitsubishi yonjūroku), identificato anche come Aereo da ricognizione e comando Tipo 100 (一〇〇式司令部偵察機?, Hyaku-shiki shireibu teisatsuki), nome in codice alleato Dinah  era un bimotore da ricognizione strategica ad ala bassa prodotto dall'azienda giapponese Mitsubishi Heavy Industries negli anni quaranta e l'inizio del decennio successivo.
Utilizzato dalla Dai-Nippon Teikoku Kaigun Kōkū Hombu, la componente aerea dell'esercito imperiale giapponese, venne impiegato nelle operazioni sulla Manciuria e Cina e dalla Dai-Nippon Teikoku Rikugun Kōkū Hombu, la componente aerea della Marina imperiale giapponese, durante la seconda guerra mondiale per missioni di ricognizione sulle coste settentrionali di Australia e Nuova Guinea.

## Tecnica
Il modello originale montava due motori radiali Mitsubishi Ha-102 da circa 1.000 hp l'uno. Il suo profilo aerodinamico a bassa resistenza gli consentiva di superare i 600 km/h: una prestazione assolutamente straordinaria, abbinata ad un'autonomia di 2.500 km. 
Il Kawasaki Ki-45, un aereo da combattimento più robusto e convenzionale che montava lo stesso tipo e configurazione di motori, era capace, per esempio, di raggiungere una velocità massima di soli 540 km/h.
Nella versione III, raggiungeva la velocità massima di 630 km/h grazie all'adozione di due motori Ha-112 da 1.500 hp, e la sua autonomia veniva estesa a 4.000 km. Per confronto, con lo stesso motore, il caccia Nakajima Ki-44, uno dei migliori intercettori giapponesi, non era praticamente in grado di raggiungerlo (come dimostrato da prove condotte dai giapponesi).

## Impiego operativo
Facendo parte della "nuova generazione" di aerei dell'esercito, come il Ki-44 e il Ki-49, il Ki-46 entrò in servizio nel 1943 prendendo parte nelle azioni decisive della Guerra del Pacifico e venendo prodotto in circa 1.700 esemplari.
Anche se gli Spitfire ottennero ben 18 vittorie nei cieli australiani durante 1943, il Ki-46 risultava quasi imprendibile grazie alla sua elevata velocità e quota di tangenza. Le sue prestazioni elevate gli permisero di sostituire come ricognitore di prima linea il Mitsubishi Ki-15.
Nel 1944-1945, durante le fasi finali del conflitto, venne modificato, sfruttandone le alte capacità di carico, in un intercettore d'alta quota e gli vennero montati due cannoni da 20 mm sul muso e un cannone da 37 mm inclinato sopra il dorso della fusoliera.
Tuttavia, il peso del cannone da 37 mm annullava in larga misura la capacità di sparare verso l'alto e l'apparecchio non era in grado di mantenere un fuoco continuato senza vederne ridotta la sua stabilità e manovrabilità. A causa di questi svantaggi e della sua lentezza nella fase di decollo, ebbe risultati piuttosto deludenti come intercettore, non riuscendo a contrapporsi ai bombardieri statunitensi B-29 sopra l'arcipelago giapponese.

## Versioni

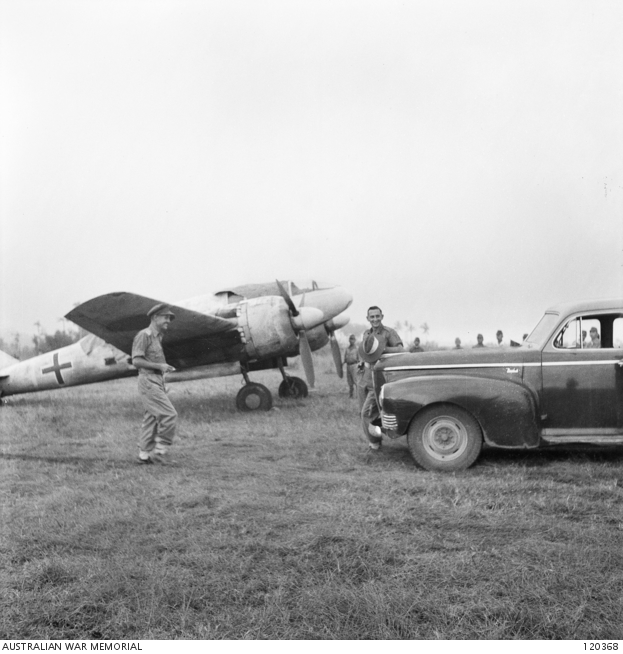
Alcuni Ki-46 catturati dalle truppe del Koninklijk Nederlands Indisch Leger (KNIL) il 3 ottobre 1945 a Manado, Celebes. Il disco rosso che fungeva da coccarda venne ridipinto con una croce verde in campo bianco come da prescrizione alleata per i velivoli giapponesi catturati.

Ki-46prototipo.
Ki-46 Iversione da ricognizione per l'esercito giapponese.
Ki-46 IIla prima versione operativa della serie. Peso a vuoto 3.263 kg, peso massimo al decollo 5800 kg, equipaggiato con due motori radiali Mitsubishi Ha-102 da 1080 hp.
Ki-46 II KAIconversione del Ki-46 II in un modello a tre posti con un abitacolo nuovo. Utilizzata per l'addestramento alla navigazione e comunicazioni radio.
Ki-46 IIIprototipo.
Ki-46 IIIversione da ricognizione per l'esercito. Il classico gradino del parabrezza del pilota lasciò il posto ad una pannellatura continua che aumentava l'aerodinamicità dell'aereo. Peso a vuoto 3.830 kg, peso massimo al decollo 6500 kg, equipaggiato con due motori radiali Mitsubishi Ha-112 da 1500 hp. Autonomia aumentata a 4000 km.
Ki-46 III KAIversione da intercettazione dell'esercito, equipaggiata con due cannoni da 20 mm nel muso ed un Ho-203 da 37 mm con orientamento obliquo verso l'alto ed in avanti.
Ki-46 IIIversione da attacco al suolo priva del cannone da 37 mm.
Ki-46 IIIbversione da attacco al suolo.
Ki-46 IIIcun progetto mai realizzato.
Ki-46 IVprototipo equipaggiato con due motori Mitsubishi Ha-112-II RU da 1.500 cavalli, un turbocompressore da 1.100 cavalli e una maggiore quantità di carburante.
Ki-46 IVa/bversione da caccia e da ricognizione mai realizzata.

## Utilizzatori
Francia
- Armée de l'air

 Giappone
- Dai-Nippon Teikoku Kaigun Kōkū Hombu
- Dai-Nippon Teikoku Rikugun Kōkū Hombu

 Cina
- Zhongguo Renmin Jiefangjun Haijun Hangkongbing

operò con 2 esemplari catturati nel ruolo di aereo da attacco al suolo ed addestratore fino ai primi anni cinquanta.

## Esemplari attualmente esistenti

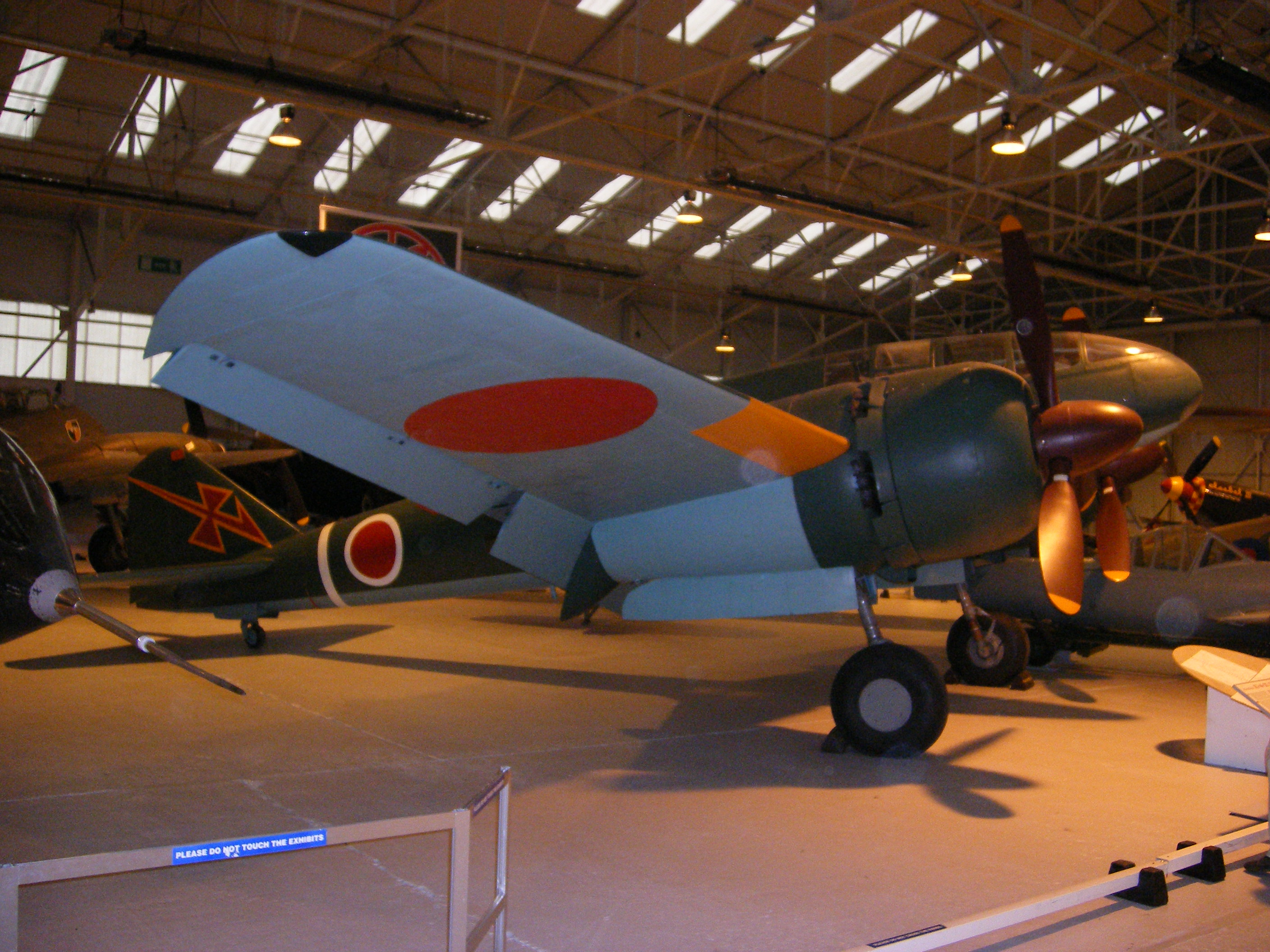
Il Ki-46-II Type 100 esposto a Cosford, Londra.

L'unico esemplare esistente, un Mitsubishi Ki-46-II Type 100, è attualmente esposto presso il RAF Museum Cosford, alla base aerea RAF Cosford nel Shropshire, 8 chilometri a nordovest di Wolverhampton.